# Emmelia nephele
Emmelia nephele is een vlinder van de familie van de uilen (Noctuidae). De wetenschappelijke naam van deze soort is voor het eerst voorgesteld als Hoplotarache nephele door George Francis Hampson in een publicatie uit 1911.

## Verspreiding
De soort komt voor in Congo-Kinshasa, Kenia, Tanzania, Zambia, Malawi, Zimbabwe, Zuid-Afrika en Eswatini.

## Waardplanten
De rups leeft op Dombeya rotundifolia (Malvaceae).